# Estación Central de Autobuses de Jerusalén

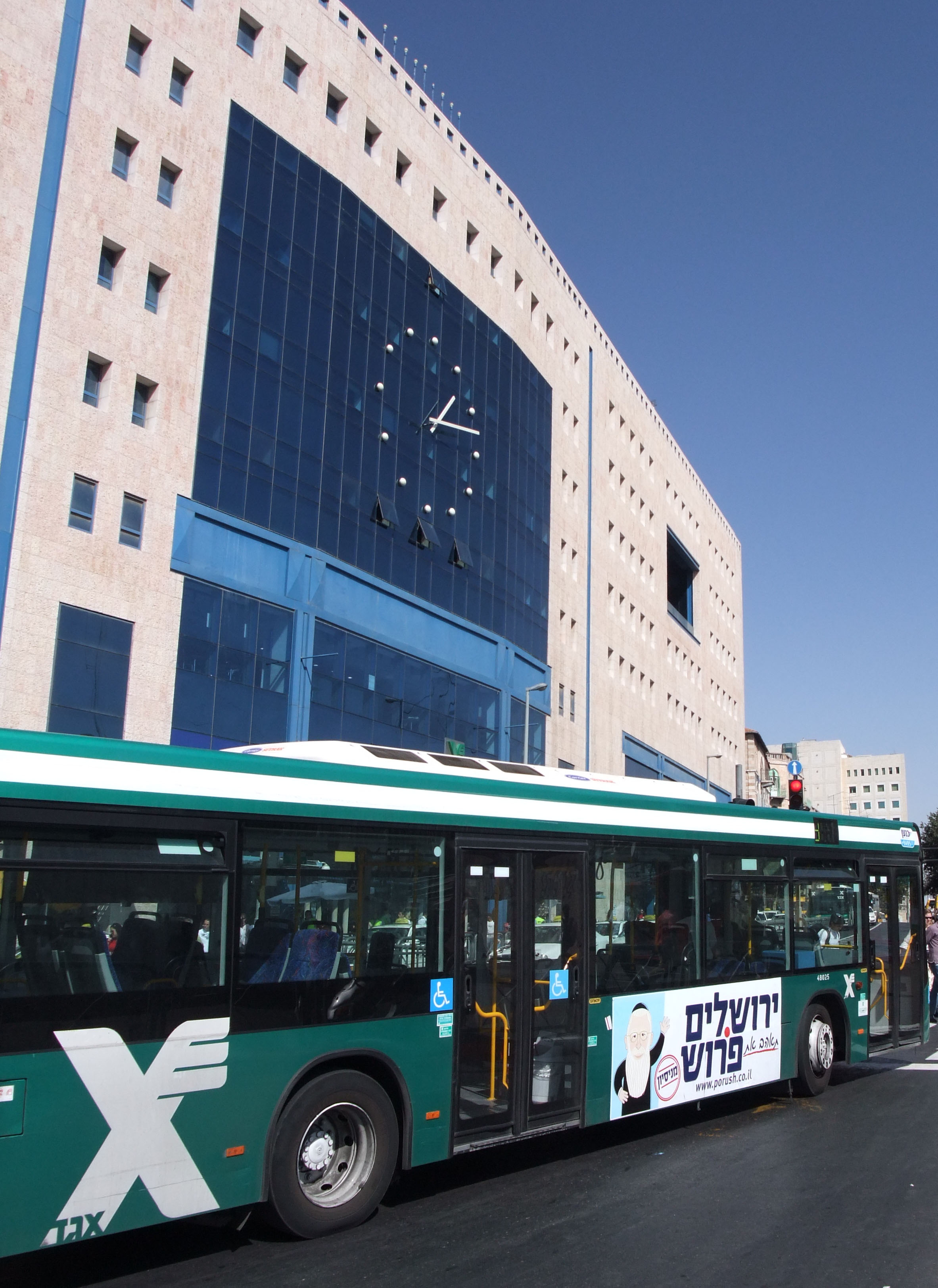

La estación Central de Autobuses de Jerusalén es la principal estación de autobuses en Jerusalén, Israel y una de las estaciones de autobuses ocupados del país. Situado en la calle Jaffa, cerca de la entrada a la ciudad, sirve líneas de autobuses interurbanos Egged, Superbus y Dan. Los autobuses urbanos y trenes de metro ligero recoger y dejar pasajeros a través de la calle en la calle Jaffa y de Zalman Shazar Boulevard, que se puede acceder a través de un pasaje peatonal subterráneo.